# Майка Маковскі
Майка Маковскі (нар. 14 квітня 1983, Пальма, Іспанія) — іспанська співачка.

## Дискографія
- Kradiaw (2005)
- Kraj so Koferot (2007)
- Maika Makovski (2010)
- Desaparecer (2011)
- Thank You for the Boots (2012)
- Live- Apolo! (2015)